# 学徒出阵

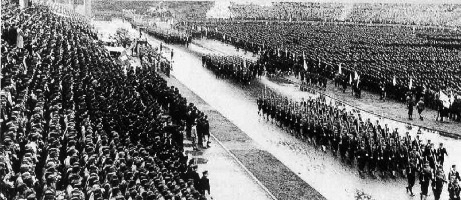
出陣學生送行會（1943年10月21日）

学徒出阵（日语：〔〕／），也被稱為學徒動員（日语：〔〕）。是指在第二次世界大战末期的1943年（昭和18年），大日本帝国为了弥补兵力的不足，因此在讓就讀高等教育的20岁（1944年10月以后19岁）以上的文科系（以及农学部农业经济学科等一部分理科学部的）学生在上学的途中征兵出征。
動員的對象不僅僅是日本內地的学生，還包含外地的台湾人和朝鲜人，以及满洲国和其他日军占领地，國外第二代日本裔的学生也被作为对象。也被标记为动员学生。

## 概要
日本自1937年（昭和12年）以來，便一直在中日戰爭上陷入膠著，而之後1941年（昭和16年）遇上的太平洋戰爭，更是使得日本人數消耗增加。 特別是，由於亞太地區戰場需要大量人數來保持廣闊戰線以及1942年（昭和17年）後戰爭形勢惡化，日本的戰爭傷亡人數及數增加，因此兵力短缺逐漸變得明顯。
過去，根據《兵役法》內的規定，大學、高中、職業學校等的學生被推遲到26歲才需服兵役。但是，為了彌補部隊的短缺，推遲徵兵的範圍逐漸縮小。
另一方面，1938年2月15日（昭和13年），東京市中心的咖啡館、酒吧和咖啡店遭到突襲，約 2,000 名學生被捕。
當士兵們在戰場上一個接一個地死去時，這些學生甚至沒有出席上課，這也是公眾針對這件事件批評的主要內容，內務大臣末次信正提到將考慮取消延遲徵兵草案，輿論對學生不利的風向隨著戰時色彩的加劇而倍增。
首先在1941年（昭和16年）10月、大學、職業學校等機構決定將上課時間縮短至3個月，並於12月對同年的畢業生進行了臨時徵兵檢查，通過檢查的人將於1942年2月入伍（昭和17年）。同年，預科和高中課程也成為改革對象，學習時間縮短了6個月，並採取在9月畢業，10月入伍的方式。
之後，由於戰爭局勢的進一步惡化，1943年10月1日（昭和18年），當時的東條內閣公布了《在學徴集延期臨時特例》（昭和18年勅令第755号）。這將取消那些就讀文科的高等教育學校的學生有關推遲徵兵的規定，然而這法案並不包括理工系及教育體系的學生。在頒布和執行這一特別規定的同時，制定了《昭和十八年臨時徴兵檢査規則》（昭和18年陸軍省令第40号），並於同年10月和11月進行了徵兵考試，12月通過丙種測試的人（不包括開放性肺結核患者）入伍。
1943年10月21日（昭和18年），在第一回學生兵入伍之前，由文部省學校報國團本部主辦的出陣送行會在東京的明治神宮外苑體育場舉行，在首相東條英機和文部大臣岡部長景的見證下，共有約7萬學生參加，主要是來自關東地區的應徵入伍的學生， 各地亦為離校學生舉行慶祝活動。 在第二年的第二次出陣之後，便沒有再舉行了。
由於這些因學生出陣而加入帝國陸軍和帝國海軍的學生們都受過高等教育，因此他們也被用來填補戰地指揮官班中初級軍官和士官的短缺，如陸軍的幹部候補生、特種飛行員見習軍官和特級甲級軍官學員，以及海軍的預備役學生和預備役學生。
1943年10月（昭和18日），內閣批准了《關於戰時教育的緊急措施方案》，其中包括減少文科類別的高等教育學校並將其轉為理科，以及對入伍者的畢業資格的特別規定。 此外，1944 年 10 月，徵兵年齡從 20 歲降低到 19 歲。

## 對象
1943年（昭和18年）擴大徵兵人數時，學生動員的目標群主要是根據《帝國大學令》和《大學令》下所規範的大學，以及《高等學校令》下所規範的高等學校（即高中）和《專門學校令》所規範的專門學校（即專科學校）等高階教育機構內的文科學生， 他們會在各自學校內的就讀期間被安排休學，並在被安排徵兵檢查合格後入伍。
另一方面，理科學生則因為其學識技術對戰爭至關重要（例如武器開發等）而繼續推遲徵兵，並在之後被動員到陸軍和海軍的研究機構工作。 但是，據說農學院某些系（農業經濟系和農學系）的學生沒有像其他理科學生那樣推遲徵兵。
此外，在師範學校的理科系就讀的學生也受到延期制度的約束。

### 台灣與朝鮮
1943年10月20日，陸軍省令第48號《陸軍特種志願兵臨時採用規則》頒布，向台灣和朝鮮招募學生成為特種志願兵。
從名稱來看，這是一支志願軍，但文部省（教育部）卻命令每所大學要將未申請加入的學生以退學或休學處置。
其中，據說裡面有4,300多人是朝鮮學生。

## 出陣學徒壯行會
在學生即將參軍時，中央政府及地方政府會將該期入營學生集合起來舉行壯行會（日语：〔〕）來祝福及勉勵新兵學生。
首場壯行會活動在東京和台北同時舉行。 之後還在日本殖民地和其他地區舉行。 直至1943年11月以來就沒有再舉行過。 
而關於實際出陣的學生人數則被隱瞞了。
- 「出陣学徒壯行会」 場所：東京都四谷區（明治神宮外苑競技場）

1943年10月21日
- 「出陣学徒壯行会」 場所：臺灣臺北州臺北市

1943年10月21日
- 「出陣学徒壯行会」 場所：朝鮮京畿道京城府

1943年10月30日
- 「滿州国出陣学徒壯行式」 場所：滿州国新京特別市、濱江省哈尔滨市、奉天省奉天市，關東州大连市

1943年11月3日
- 「二世出陣学徒壯行会」 場所：東京都

1943年11月14日
- 「出陣学徒壯行会及分列行進」 場所：大阪府大阪市北區（舊）（中之島公園）

1943年11月16日
- 「關東北地方学徒壯行会」 場所：宮城縣仙臺市

1943年11月18日
- 「出陣学徒壯行会」 場所：兵庫縣神户市神户區（東遊園地）

1943年11月19日
- 「東海地区学徒聯合演習及出陣学徒壯行式」 場所：愛知縣名古屋市

1943年11月21・22日
- 「出陣学徒武運長久祈願祭並壯行会」 場所：京都府京都市左京區（平安神宮）

1943年11月21日
- 「学徒出陣壯行式」 場所：汪精卫国民政府上海特別市政府

1943年11月27日
- 「出陣壯行式」 場所：北海道札幌市

1943年11月28日

## 網路資訊
1. ↑  『中学社会 歴史』（教育出版。文部省検定済教科書。中学校 社会科用。平成8年2月29日文部省検定済。平成10年1月10日印刷。平成10年1月20日発行。教科書番号 17 教出 歴史762）p 260の本文には「また, 政府は理科系以外の学生も徴兵し, 多くの学生が学業の半ばで戦場に向かった。」と書かれていて、p 261には、2枚の写真の解説として「工場で働く女学生（左）と学徒動員の出陣式（右）」と書かれている。また、『新しい社会 歴史』（東京書籍。文部科学省検定済教科書。中学校 社会科用。平成13年3月30日検定済。平成16年2月1日印刷。平成16年2月10日発行。教科書番号 2 東書 歴史702）p 174の写真（学徒出陣壮行会, 1943年10月, 東京）の解説として「学徒動員 1943年10月, それまで徴兵を猶予されていた学生も, 戦局の悪化にともなって動員され, 戦場に送られることになりました。」と書かれている。
2. ↑  . Chuo Online YOMIURI ONLINE（読売新聞）.   [2022-11-23]. （原始内容存档于2022-11-23）.
3. ↑  元海軍軍人で軍事評論家の水野広徳は1933年に「国家が必要と認めて高等の学問を施しておきながら無教育あるいは低教育の一般青年と同様に均等の兵役義務を負わせるのは大なる矛盾」「国民が国家に報じる道は兵役ばかりではなく、兵役などという一種の労働職務は教育の低い青年に課するのが国家として得策」と述べている。高田里恵子「学歴・階級・軍隊」中公新書、2008年
4. ↑  東京の盛り場、抜き打ち二千人検挙『東京日日新聞』（昭和13年2月16日）『昭和ニュース辞典第6巻 昭和12年-昭和13年』p71 昭和ニュース事典編纂委員会 毎日コミュニケーションズ刊 1994年
5. ↑  徴兵猶予取り消しも考えると末次内相『東京日日新聞』（昭和13年7月30日）『昭和ニュース辞典第6巻 昭和12年-昭和13年』p72
6. ↑  大学学部等ノ在学年限又ハ修業年限ノ臨時短縮ニ関スル件（昭和16年勅令第924号）、大学学部等ノ在学年限又ハ修業年限ノ昭和十六年度臨時短縮ニ関スル件（昭和16年文部省令第79号）。在学徴集延期期間ノ臨時特例ニ関スル件（昭和16年陸軍省令第43号）、在学徴集延期期間ノ短縮ニ関スル件（昭和16年陸軍省、文部省令第2号）。
7. ↑  大学学部等ノ在学年限又ハ修業年限ノ昭和十七年度臨時短縮ニ関スル件（昭和16年文部省令第81号）
8. ↑  . 亞洲歷史資料中心 （日语）.
9. ↑  . Chuo Online YOMIURI ONLINE（読売新聞）.   [2022-11-23]. （原始内容存档于2022-11-23）.
10. ↑  「おなじ農学部でも、学科によって学徒出陣、学徒動員に駆り出された者とそうでない者があった。」、「私は獣医学科に入学しました。クラスの者は昭和18年10月21日、明治神宮外苑で行われた学徒出陣式で、公私立大学専門学校の学生たちとともに激励を受けると、それぞれ故郷へ帰って臨時徴兵検査を受けました。その後、合格者には赤紙（召集令状）が来ましたが、獣医学科の学生の場合は、最後に召集を延期する旨の一文がありました。これが召集延期で、農学科や農業経済学科の学生にはありませんでした。」 - 以上、別冊「東京帝国大学が敗れた日」 『東大生が体験した「8月15日」』 （页面存档备份，存于）（立花隆、文芸春秋、2005年）の中の「学部で分かれた徴兵猶予の有無」の段落より一部引用。
11. 1 2 3  . Chuo Online YOMIURI ONLINE（読売新聞）.   [2022-11-23]. （原始内容存档于2022-11-23）.